# Ameca (rivier)
De Ameca is een rivier in het westen van Mexico in de staten Jalisco en Nayarit.
De Ameca ontspringt bij Bosque de la Primavera, 23 kilometer ten westen van Guadalajara. De rivier stroomt vervolgens westwaarts, door de stad Ameca. De rivier volgt enige tijd de grens tussen Jalisco en Nayarit en mondt vervolgens uit in de Grote Oceaan, meer precies in de Bahía de Banderas, nabij Puerto Vallarta.